# Piper PA-29 Papoose
El Piper PA-29 Papoose es un entrenador monoplano y monomotor, pero solo se construyó una unidad sin entrar en producción.

## Desarrollo
A finales de los años 50 Piper Aircraft empezó a diseñar un entrenador monoplano de ala baja cantilever de doble asiento construido a base de fibra de vidrio y materiales compuestos. Aunque inicialmente debía llevar motores Continental O-200 de 100 hp el prototipo usó motores Lycoming O-235-C1B de 108 cv. El prototipo voló por primera vez en 1962 pero nunca llegó a entrar en producción. Uno de los prototipos de Papoose fue donado al museo EAA en Oshkosh.

## Especificaciones

### Características generales
- Tripulación: 2
- Longitud: 6,3 m
- Envergadura: 7,62 m
- Altura: 2,13 m
- Peso vacío: 364 kg
- Peso cargado: 680 kg
- Planta motriz: 1×  Lycoming O-235-CIB.
  - Potencia: 108 hp

### Rendimiento
- Velocidad máxima operativa (Vno): 209 km/h (130 MPH; 113 kt)